# Rourea glazioui
Rourea glazioui là một loài thực vật có hoa trong họ Connaraceae. Loài này được Gustav August Ludwig David Schellenberg miêu tả khoa học đầu tiên năm 1938. Tên gọi là để vinh danh người đã thu thập mẫu năm 1877 là M. Glaziou.

## Phân bố
Loài này có tại đông nam Brasil (các bang Espírito Santo, Rio de Janeiro).